# Adoretus asperopunctatus
Adoretus asperopunctatus är en skalbaggsart som beskrevs av Leon Fairmaire 1899. Adoretus asperopunctatus ingår i släktet Adoretus och familjen Rutelidae. Inga underarter finns listade i Catalogue of Life.